# NORDEL
NORDEL  — энергообъединение стран Северной Европы — Финляндии, Швеции, Норвегии и Восточной Дании (континентальная часть Дании работает в составе UCTE). Установленная мощность электростанций на 31 декабря 2008 года составляла 97,199 ГВт. Через вставку постоянного тока в Выборге осуществляет параллельную (но не синхронную) работу с Единой энергетической системой России. Также существует несинхронная связь NORDEL с энергосистемой Исландии.
В 1993 году на основе энергетического рынка Норвегии была учреждена первая в мире биржа, предназначенная для торговли электроэнергией, — Nord Pool.
В июле 2009 года работа объединений ATSOI, BALTSO, ETSO, NORDEL, UCTE и UKTSOA была полностью интегрирована в ENTSO-E — Европейскую сеть системных операторов в электроэнергетике.